# Jesper Westermark
Jesper Jonasson Westermark, född 25 juli 1993, är en svensk fotbollsspelare (anfallare) som spelar för Varbergs BoIS, på lån från Halmstads BK. Hans bror, Erik Westermark, är även han fotbollsspelare.

## Karriär
Westermarks moderklubb är Sävedalens IF. Som 14-åring gick han till BK Häcken. Han debuterade för BK Häcken i Allsvenskan den 7 april 2012 i en 5–0-vinst över Malmö FF. Westermark värvades till IK Oddevold för spel i Division 1 Södra säsongen 2013. 
I december 2014 skrev han på för Utsiktens BK. I december 2016 förlängde han sitt kontrakt med ett år.
I november 2017 värvades Westermark av GAIS, där han skrev på ett tvåårskontrakt. Den 24 januari 2019 värvades Westermark av Ljungskile SK, där han skrev på ett ettårskontrakt. I december 2019 förlängde Westermark sitt kontrakt med ett år.
I november 2020 blev det klart att Westermark skrivit på för Östers IF inför säsongen 2021. I november 2022 förlängde han sitt kontrakt med två år.
I januari 2024 värvades Westermark av polska Wisła Płock, där han skrev på ett 1,5-årskontrakt. I augusti 2024 värvades Westermark av Halmstads BK, där han skrev på ett 2,5-årskontrakt.
Inför säsongen 2025 blev Westermark klar för Varbergs BoIS på lån.

## Karriärstatistik
| Klubb              | Säsong             | Liga               | Liga    | Liga | Nationell cup | Nationell cup | Övrigt  | Övrigt | Totalt  | Totalt |
| Klubb              | Säsong             | Division           | Matcher | Mål  | Matcher       | Mål           | Matcher | Mål    | Matcher | Mål    |
| ------------------ | ------------------ | ------------------ | ------- | ---- | ------------- | ------------- | ------- | ------ | ------- | ------ |
| BK Häcken          | 2012               | Allsvenskan        | 2       | 0    | 0             | 0             | —       | —      | 2       | 0      |
| IK Oddevold        | 2013               | Division 1 Södra   | 24      | 10   | 0             | 0             | 2       | 0      | 26      | 10     |
| IK Oddevold        | 2014               | Division 1 Södra   | 25      | 11   | 0             | 0             | —       | —      | 25      | 11     |
| IK Oddevold        | Totalt             | Totalt             | 49      | 21   | 0             | 0             | 2       | 0      | 51      | 21     |
| Utsiktens BK       | 2015               | Superettan         | 28      | 3    | 1             | 1             | —       | —      | 29      | 4      |
| Utsiktens BK       | 2016               | Division 1 Södra   | 23      | 7    | 2             | 1             | —       | —      | 25      | 8      |
| Utsiktens BK       | 2017               | Division 1 Södra   | 23      | 13   | 2             | 2             | —       | —      | 25      | 15     |
| Utsiktens BK       | Totalt             | Totalt             | 74      | 23   | 5             | 4             | —       | —      | 79      | 27     |
| GAIS               | 2018               | Superettan         | 22      | 6    | 5             | 1             | —       | —      | 27      | 7      |
| Ljungskile SK      | 2019               | Division 1 Södra   | 25      | 18   | 0             | 0             | —       | —      | 25      | 18     |
| Ljungskile SK      | 2020               | Superettan         | 26      | 7    | 1             | 0             | —       | —      | 27      | 7      |
| Ljungskile SK      | Totalt             | Totalt             | 51      | 26   | 1             | 0             | —       | —      | 52      | 26     |
| Östers IF          | 2021               | Superettan         | 28      | 3    | 1             | 0             | —       | —      | 29      | 3      |
| Östers IF          | 2022               | Superettan         | 28      | 9    | 4             | 0             | 2       | 1      | 34      | 10     |
| Östers IF          | 2023               | Superettan         | 27      | 17   | 1             | 0             | —       | —      | 28      | 17     |
| Östers IF          | Totalt             | Totalt             | 83      | 29   | 6             | 0             | 2       | 1      | 91      | 30     |
| Wisła Płock        | 2023/2024          | 1. liga            | 16      | 2    | 0             | 0             | —       | —      | 16      | 2      |
| Halmstads BK       | 2024               | Allsvenskan        | 1       | 0    | 1             | 0             | —       | —      | 2       | 0      |
| Totalt i karriären | Totalt i karriären | Totalt i karriären | 298     | 107  | 18            | 5             | 4       | 1      | 320     | 113    |

1. ↑  Uppflyttningskvalmatcher mot Varbergs BoIS.[15][16]
2. ↑  Uppflyttningskvalmatcher mot Varbergs BoIS.[17][18]